# 1990 au Liban
Chronologie du Liban
- 1986
- 1987
- 1988
- 1989
- 1990
- 1991
- 1992
- 1993
- 1994

Cet article présente les faits marquants de l'année 1990 au Liban ou concernant ce pays.

## Évènements
- 30 janvier : début de violents combats entre les forces aounistes et FL[1].
- 21 septembre : nouvelle constitution au Liban qui instaure la IIe République libanaise[2].
- 13 octobre : l’aviation syrienne bombarde les positions aounistes au Liban. Le général Michel Aoun décide de se rendre et se réfugie à l’ambassade de France. Le général Émile Lahoud est chargé de mettre en place une armée forte pour restaurer l’autorité de l’État.
- 22 octobre : accord de Taëf (en arabe: اتفاق الطائف). Traité inter-libanais destiné à mettre fin à la guerre civile libanaise qui dure depuis 1975. Il est présenté comme une tentative de restauration de la paix par un cessez-le-feu et par la réconciliation nationale. Négocié à Taëf en Arabie saoudite, il  est le résultat des efforts politiques d'un comité composé du roi Hassan II du Maroc, du roi Fahd d'Arabie saoudite et du président Chadli d'Algérie, avec le soutien de la diplomatie américaine.
- 19 décembre, le premier ministre, Salim el-Hoss, présente la démission de son gouvernement[2].

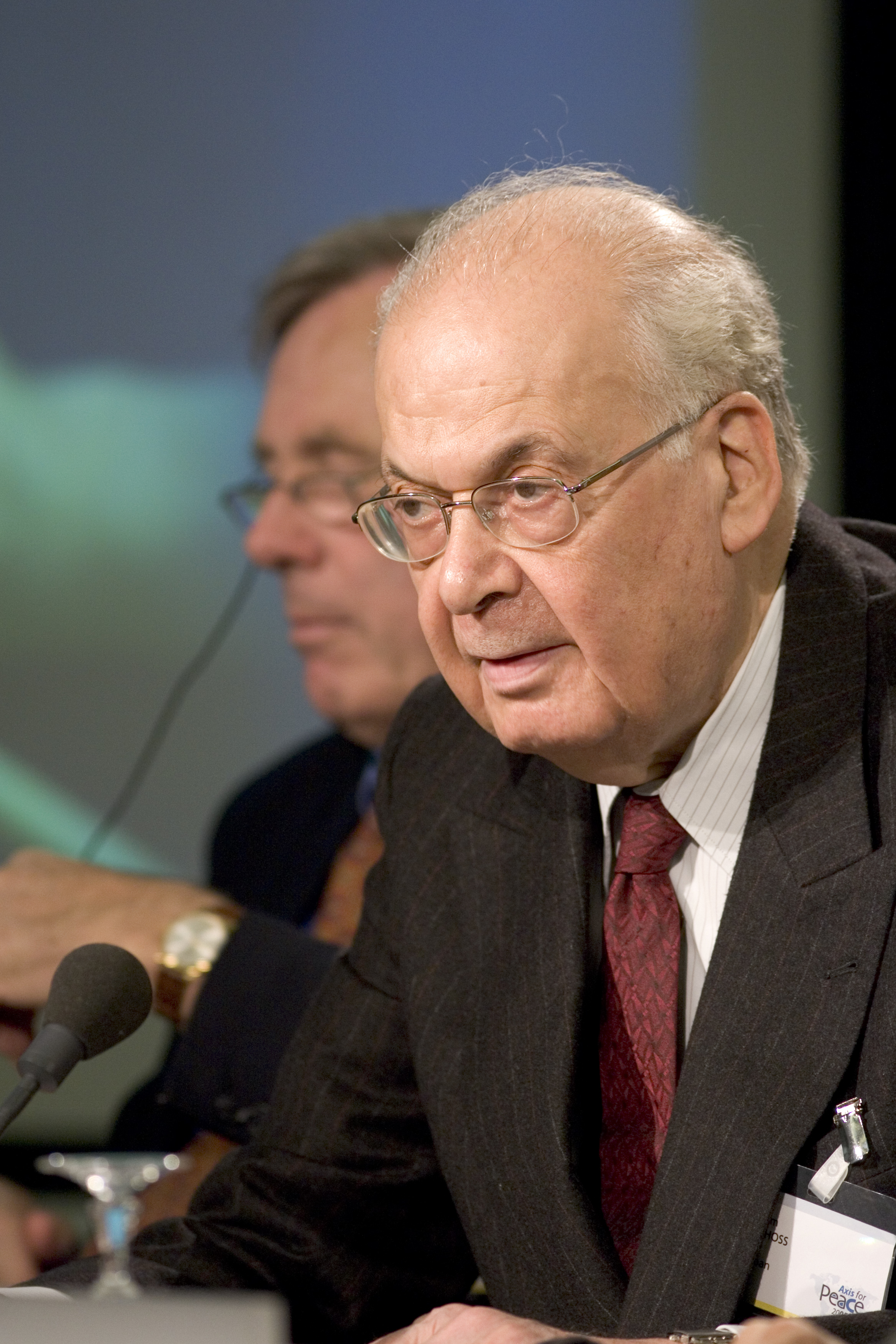
Salim el-Hoss.

- 20 décembre, après consultation des autorités syriennes, le président Elias Hraoui charge Omar Karamé de constituer un gouvernement d'unité nationale[2].
- 24 décembre, nouveau gouvernement composé de quinze ministres musulmans et de quinze ministres chrétiens[2].